# Миколайчук Іван Маркович
Іван Маркович Миколайчук (1884, Кисляк Гайсинський повіт Подільська губернія, нині Гайсинський район, Вінницька область — 6 квітня 1942, Теплик) — український педагог, політичний діяч, член Центральної Ради УНР і Всеукраїнської ради селянських депутатів, представник Гайсинського повіту Подільської губернії. Есер, представник української партії соціалістів-революціонерів (УПСР). У 1928 року засуджений до розстрілу (з заміною на 10 років ув’язнення) за підтримку національно-визвольного руху українського народу. Загинув під час німецької окупації.

## Біографія
Миколайчук Іван Маркович народився 19 серпня 1884 році в селі Кисляк.
З відзнакою закінчив гімназію в Гайсині (1898−1901), продовжив навчання у Могилів-Подільській учительській семінарії, яку також закінчив з відзнакою.
Ще в семінарії захоплюється ідеями революції, починає революційну боротьбу за права селян, поділяє ідеї соціалістів-революціонерів (есерів). З моменту вступу в партію есерів Українська партія соціалістів-революціонерів (1904 рік) до кінця свого життя він захищав інтереси селянства, користувався серед селян незаперечним авторитетом, а в політичному виборі незмінно відстоював самостійність та незалежність України. 
По закінченню семінарії та отриманню звання «неповного» вчителя працював у сільських школах. У 1913 році заочно закінчує Київський педагогічний інститут, отримавши звання «повного» вчителя з правом викладати аж до університету. Після закінчення Київського педагогічного інституту вступає до Харківського університету для навчання екстерном. 
Вивчає самостійно іноземні мови. Іван Маркович володів, окрім української та російської, ще й польською, французькою, німецькою мовами. Добре знав латинь, розумів грецьку та англійську. 
По закінченні Харківського університету І. М. Миколайчука призначають інспектором народних училищ Гайсинського повіту. У цей час предводитель дворянського зібрання Гайсинського повіту за погодженням з губернським предводителем представляє його на присвоєння звання особистого дворянства, але з умовою відмовитись від революційної боротьби «проти царя». Іван Маркович принципово відмовляється від присвоєння особистого дворянства — письмово. Надалі його пересування контролюється охоронним відділенням царської жандармерії.
За революційну діяльність у серпні 1914 року Миколайчук І. М. був заарештований та засуджений на вічне поселення до Сибіру в райони ріки Лєни в розпорядження Вилюйського або Якутського охоронного відділення.
З початку 1915 року — на поселенні, де дуже багато політичних засланців, Іван Маркович очолює есерівську фракцію. Фракція веде запеклі суперечки із більшовиками, серед яких Григорій Петровський (керівник фракції більшовиків), Серго Орджонікідзе та інші. Але політичні супротивники в плані простих людських відносин стають друзями.
У березні 1917 року після Лютневої революції І. М. Миколайчук повертається на рідне Поділля. Починає бурхливу політичну роботу, створюючи в Подільській і прилеглих губерніях «Селянські спілки» з тим, щоб вони входили до складу створюваних Рад і мали можливість увійти їх представниками в Центральну Раду УНР.
У травні 1917 року він організовує і проводить Український з'їзд Селянських спілок за участю двох тисяч депутатів. З'їзд обирає «Всеукраїнську Раду Селянських депутатів», а Івана Миколайчука своїм представником в Українську Центральну Раду, залишаючи також у складі ЦК «Всеукраїнської Ради Селянських депутатів».
У липні 1917 року Українська Центральна Рада налічувала 822 депутатів.
Найбільша кількість представників була саме від Всеукраїнської Ради селянських депутатів — 212. Інші члени УЦР належали до таких груп: Всеукраїнська Рада військових депутатів — 158 Всеукраїнська Рада робітничих депутатів — 100, представники неукраїнських рад робітничих і солдатських депутатів — 50, Української соціалістичної партії — 20, Російської соціалістичної партії — 40, Єврейської соціалістичної партії — 35, Польської соціалістичної партії — 15, представники від міст і губерній — 84, представники професійних, просвітних, економічних і громадських організацій та інших меншостей (молдаван, німців, татар, білорусів) — 108.
Відразу ж починає роботу в УЦР як її інструктор на теренах Поділля. Незабаром, враховуючи ефективну політичну роботу, працездатність, організаційні здібності і високий рівень загальної культури, Івана Марковича запрошують до Києва і він стає «товаришем» (заступником) міністра землеробства. Близький до Грушевського, Винниченка, Петлюри, Єфремова. 
Був чудовим оратором, вмів переконувати і вести за собою людей. Користувався величезною повагою та підтримкою селян, однодумців і товаришів по роботі.
Про цей період у двотомнику «Українська Центральна рада. Документи і матеріали», виданого 1996 року у Києві видавництвом «Наукова думка» вказано:
Приклад його звіту для ЦР.
18 лютого 1918 року німецькі війська окупують Україну, скидають ЦР і допомагають створити Гетьманат на чолі з гетьманом Скоропадським. Іван Миколайчук не визнає німців-окупантів, йде в підпілля, організовуючи партизанський рух на Поділлі. У боротьбі проти німців був союзником більшовиків. Німецька жандармерія заарештувала Івана Марковича й наступних 5 місяців він перебуває в ув'язненні у жмеринській в'язниці.
У 1918—1919 роках почалася боротьба проти більшовиків серед селянства, козацтва, партизанів в Україні, особливо на Черкащині (Холодний яр) й на Поділлі. У цей час Іван Маркович працює вчителем, але підтримує порадами і настановами керівника відомого загону — отамана Ананія Волинця, що боровся проти червоних, білих, зелених, німців, поляків за вільну Україну. Іван Миколайчук був двоюрідним братом Волинця і мав великий ідейний вплив на свого родича, підтримував його в національно-визвольній боротьбі. 
У 1919 році Волинець оголошує мобілізацію, до лав його загону вступають тисячі селян. На чолі загону він звільняє один за одним Гайсин, Ладижин, Теплик, Гранів, Дашів, Китайгород, Хмільник, Липовець. У визволених містах та селах Волинець встановлює українську адміністрацію. Але українська влада не була стабільною: більшовики часто відвойовували ці міста. Так, від травня по липень 1919 року Волинець вісім разів відновлював свою владу у Гайсині. 
Влітку 1919 року невеликим загоном вступає у нерівний бій у Кисляку — рідному селі Івана Миколайчука, оточеному звідусіль червоними. Не спіймавши отамана, більшовики вимістили лють на мирних мешканцях, зібравши з них величезну продовольчу контрибуцію за сприяння повстанцям. На вагонах ешелону, куди завантажили сотні пудів цукру, олії, сала, меду командир наказав написати: «Подарок красному Петрограду», і вислав туди телеграму: «Не благодарите, это наш долг». Та до червоного Пітера вантаж не дійшов: вночі на станцію Гайворон, під час заміни паровоза, зненацька наскочив загін Волинця та захопив увесь ешелон з вантажем.
Волинець допомагає іншому відомому отаману Соколовському (цю сторінку історії відтворив Василь Шкляр у романі «Маруся»: «Волинець з боями прорвався в Радомишльський повіт, де діяв отаман Соколовський. Прихід його був своєчасним: Червона армія взяла загін отамана Соколовського в лещата і той гостро потребував допомоги. Ворог зайняв вже й «столицю» Соколовського — рідне село Горбулів. Ананій Волинець виправдав сподівання повстанців Соколовського: більшовики, що скупчилися в Горбулеві, були розтрощені».
Відомо, що 16 червня 1919 року Ананій Волинець скликав у Гайсині повітовий селянський з’їзд, який обрав повітову Раду з 70 осіб. Рада обрала виконавчий комітет на чолі з Іваном Миколайчуком. Збереглася резолюція цього з’їзду, ось її уривок: «Отаману Волинцю й всім славним козакам-повстанцям Селянський з’їзд шле свою щиру подяку за боротьбу по визволенню рідного краю від гнобителів-чужинців».
Отаман А. Г. Волинець гідно жив і боровся за волю України, у 1940 році був заарештований НКВС через донос. Полковника армії УНР отамана Ананія Волинця розстріляли 14 травня 1941 року. 
У 1920 році Іван Маркович одружується на простій селянці-красуні Гулько Марфі Петрівні, яка була на 17 років молодшою за нього.
До моменту приходу більшовиків Іван Миколайчук вчителював у Кисляцькій сільській школі Гайсинського повіту. 
1926 року з учительської посади Івана Миколайчука переводять у Вінницький обласний відділ народної освіти, спочатку на посаду інспектора, а згодом обіймає посаду заступника голови Вінницького обласного відділу народної освіти. Але через розбіжність у поглядах з більшовиками, особливо з точки зору організації життя селян. Він не поділяв ленінських (більшовицьких) поглядів з питань експропріації та колективізації. У 1927 році на зборах відділу в присутності секретаря обкому партії дуже різко виступив проти колгоспів, завзято захищаючи селян.
30 квітня 1928 році при поверненні з урочистих зборів в школі додому (родина залишалася в с. Кисляк), його наздогнав автомобіль. Четверо в штатському примусили сісти з ними, потім потягом відвезли в невідомому напрямку. Все це з'ясувалося значно пізніше. А для дружини, сім'ї, колег він зник безвісти. Багато часу його дружина Марфа Петрівна витратила на пошуки. У школі, в ГПУ Гайсина, Вінниці відповідали, що не знають про його місце знаходження. Вочевидь готували його до тихого розстрілу.
Допоміг Григорій Петровський, який знав Івана Марковича по засланні в Сибіру й до якого зуміла пробитися в Харкові Марфа Петрівна. Григорій Петровський був тоді «всеукраїнським старостою». За його сприяння дружині було дозволено навіть побачення з Іваном Марковичем у харківській катівні ОГПУ, на Холодній горі.
По закінченню слідства по справі Гайсинської контрреволюційної організації — 10 років тюремного ув'язнення суворого режиму на Соловецьких островах і довічна висилка з поразкою в правах.

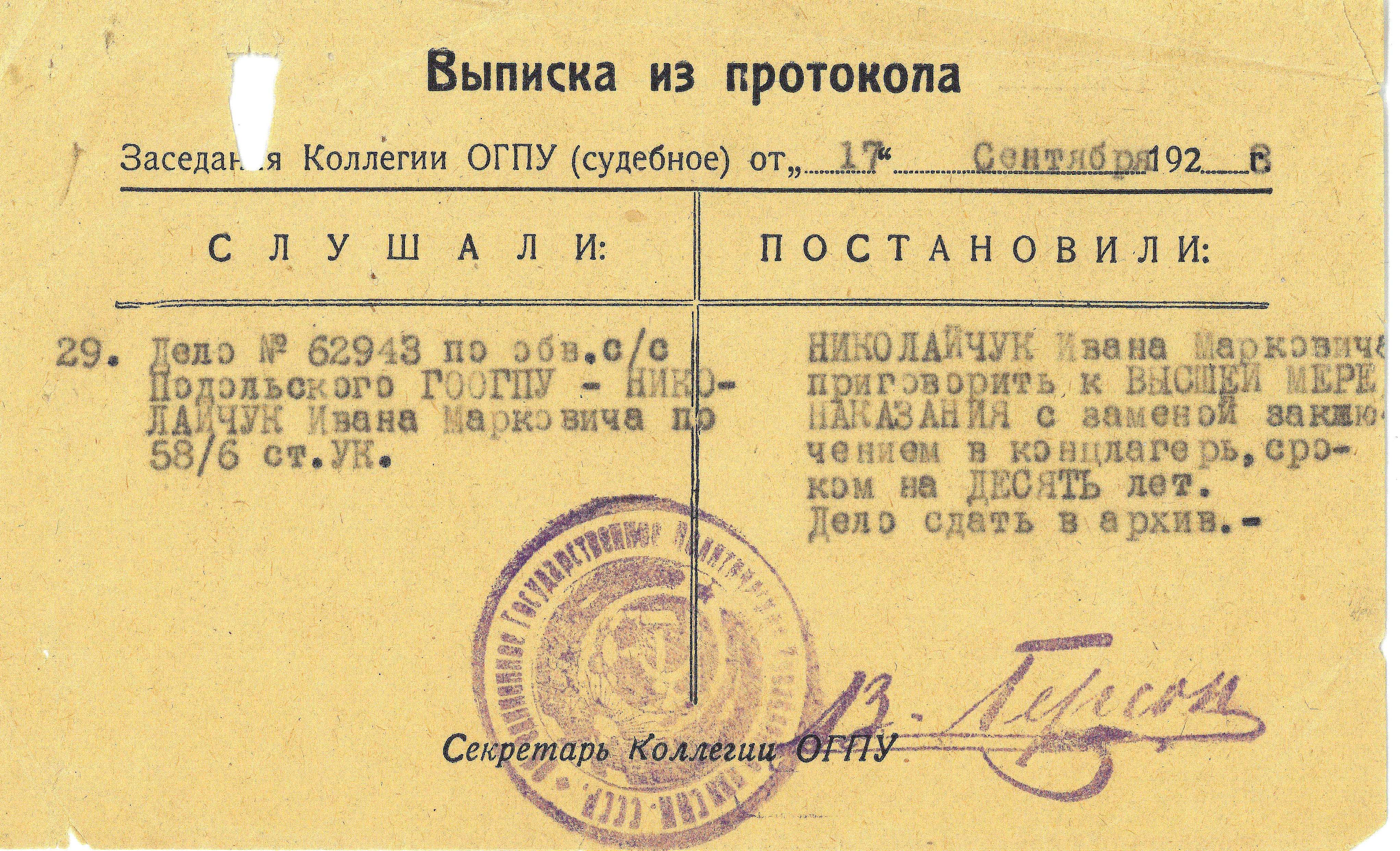
Судовий вирок. Оригінал з печаткою і факсиміле Секретаря колегії ОГПУ:

У Соловецьких таборах відбув рівно 10 років. Протягом тих 10 років його сім'я перебувала у статусі «ворога народу».
Після звільнення влітку 1938 року активно зайнявся літературною діяльністю. Написав книгу з гострою критикою більшовиків «Червона мітла» про період колективізації, про відбирання хліба і продуктів у селян, про організацію Голодомору. Рукопис книги не зберігся.

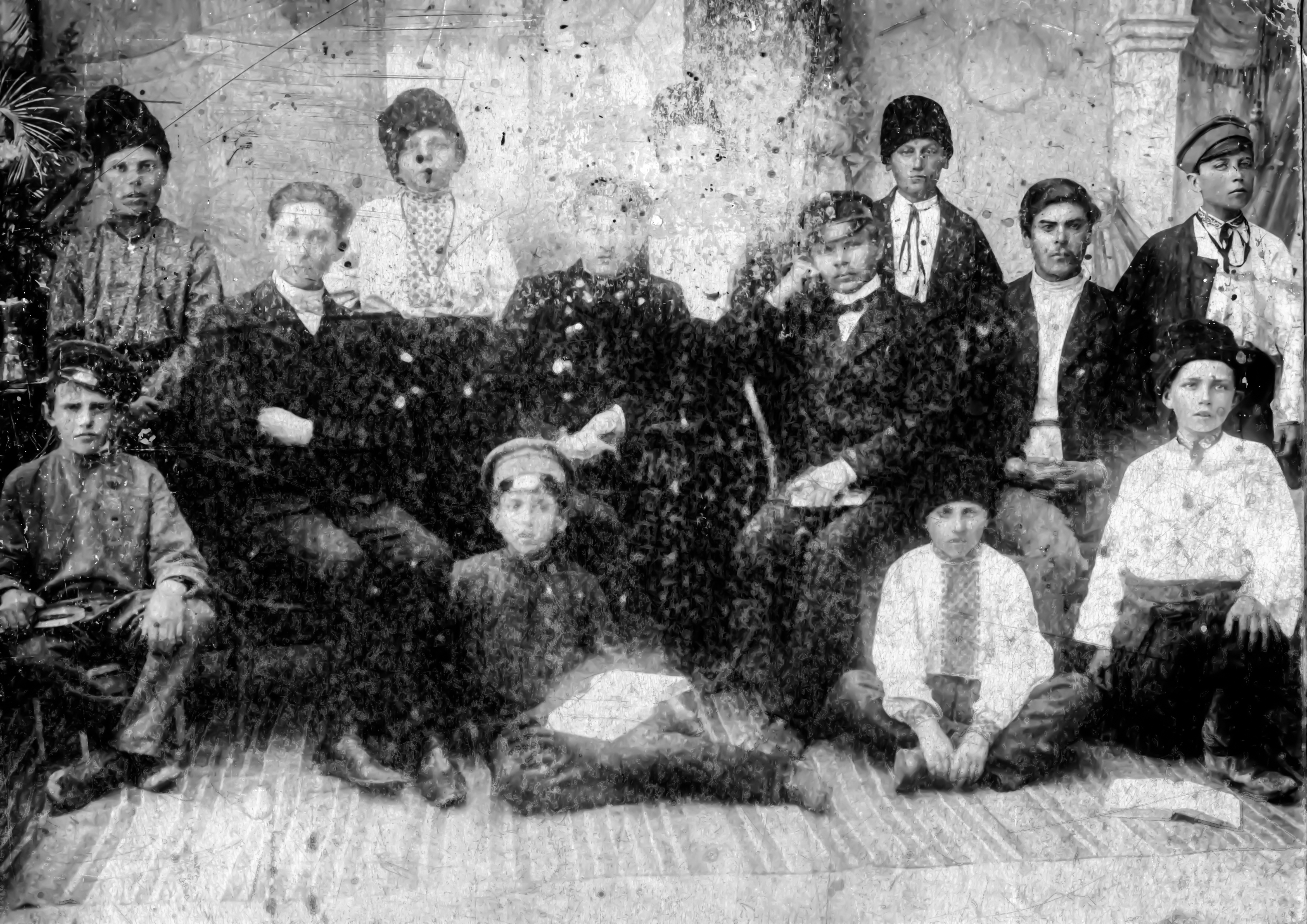
Миколайчук І. М. з учнями

У часи німецької окупації, в 1941 році, повертається із сім'єю в рідне село Кисляк. І одразу ж організовує навчання дітей, відновивши середню школу, стає її директором. Працює також у школі села Карбівка.
Іван Маркович повертається до політичної діяльності, організовує і очолює місцеву організацію Українських Націоналістів, яка об'єднувала село Кисляк і інші сусідні села. Відстоює незалежність України від будь-яких окупантів.
Іван Миколайчук залишався впертим «самостійником» все своє життя. Німецька окупаційна влада зажадала його згоди працювати редактором створюваної ними газети Гайсинського гебітскомісаріату і дала час на роздуми. Його син Юрій прохав батька сховатися, втекти, але Іван Маркович відмовився та відповів: «Тікати? Ні, не буду! Думаєш мене вони вб’ють? Ні, не мене — себе. Виженуть їх — і духу їх тут не буде!».
Своїм дітям та нащадкам через сина Юрія передав: «Живи гідно, сину, з високо піднятою головою. Чесно, справедливо, порядно. Так, щоб не було людини, якій  боявся подивитись в очі, і не було місця у світі, куди б боявся повернутись».
При повторному виклику до офіцера-гестапівця він знову відповів категоричною відмовою. 28 березня 1942 року його заарештували. Відвезли до Гайсина, звідки він зумів передати дружині, що їх перевозять в містечко Теплик, що за 35 км від Гайсина. Там разом із трьома односельцями та вісьмома гайсинцями був розстріляний 6 квітня 1942 року.

## Погляди
Політичні погляди Івана Марковича з самого початку політичної діяльності й до кінця життя були підкреслено самостійні. Поділяв есерівські погляди на роль особистості в історії, готовність до самопожертви і навіть життя заради інтересів народу. Відстоював інтереси селян. Почуття соціальної і людської справедливості було одним з його відмінних якостей. Категорично виступав проти великоросійського шовінізму. Все життя пишався своєю країною і служив Україні до останнього.

## Сім’я
- дружина — Марфа Петрівна Гулько (Миколайчук) (1902—1982);
- син — Юрій, онуки — Петро та Валерій Миколайчуки;
- донька — Галина;
- донька — Лідія Миколайчук (Корсун), онуки — Вікторія та Оксана Корсун.